# 所領
所領（しょりょう/そりょう）とは、領主・地主によって私有され、支配（知行）権が行使されている土地のこと。

## 概要
領主・地主に対して経済的利益を生み出す一定の領域のことを指し、主として家屋敷と田畑から構成されているが、山野や荒地・牧・浜なども含まれていた。
律令法でも私有が認められた家地や園地、墾田などを除けば、本来は国衙領・荘園の一部であり、国衙・本所に年貢を納める義務があったが、領主らは彼らと対立と協調を繰り返しながらその支配権を強めていった。
所領は謀反などの重大犯罪によって改易・闕所などに処せられない限りは没収を免れ、売買や相続・寄進の対象となったが、その所有や権利を巡ってしばしば争いになった。
鎌倉幕府は領主を御家人として傘下に加えて軍役などの一定の奉公義務を課す代わりに安堵状を発給し、その知行権を保護することによって支配体制の強化を図り、奉公の功績に応じて恩賞（恩給）として新たな所領を与えることもあった（「御恩と奉公」）。
『御成敗式目』において様々な所領の争いに関する規定が定められる一方、御家人としての義務を果たさない者に対しては所領の没収などの措置を取ることを規定した。承久の乱後、それまで平家没官領や謀反人跡に限定されていた地頭が、上皇方の所領3千余所を得たことで拡大し、これを「新補地頭」と呼ぶ。
元寇の際、守護・地頭などの御家人だけでなく、寺社本所領・一円荘園の住人にも動員がかけられ、これをきっかけとして、幕府は公家・寺社の荘園にも介入し、戦時体制下で幕府の影響力が高まる。
元寇後、幕府は与えられる所領がなかったため、やむを得ず直轄地を割いて恩賞（恩給）となる土地を捻出したが、功績によって3ランクに分けて支給し、最も功績が高かった者は、「田10町・屋敷3、4か所・畑1町前後」、中間で「田5町・屋敷2、3か所・畑1町から5反」、低い功績は「田3町・屋敷2、3か所・畑6反から1反」という形であったが、御家人が満足できる恩賞とはいえなかった。
幕府法レベルではなく、中世期の家訓の例として、『渋谷定心置文』（相模国、13世紀中頃）には、「田畑を譲られた女子に不当な行為があれば、その田畑を取り上げ、兄弟の間で配分せよ。その女子の子に譲り渡すな」とある。また『渋谷重門置文』（薩摩国、14世紀中頃）では、「所領の土地は兄弟に配分せず、惣領1人に全て譲渡せよ」とある（元寇以前と以後の差異）。
鎌倉幕府倒幕後、貢献者である足利尊氏は旧北条氏所領30か所、足利直義は15か所を得（『比志島文書』）、岩松経家は10か所を得たが（『由良文書』）、その反面、朝敵でないにもかかわらず、所領を没収される武士の例が出たため、『元弘三年以来没収地返付令』が発令され、所領返還が成された。
戦国時代の恩賞の例として、川中島の戦い（16世紀中頃）において、武田信玄方の中村大蔵は戦功を立てたため、信玄から「感状・田10町・刀1振り」を与えられている。
鎌倉幕府以後、江戸幕府に至るまで所領の没収（改易）は、武士に対する最大の威嚇・統制手段として機能することになった。例えば、源平合戦後、平家没官領（伊賀・伊勢の平家方残党の追討）によって、源義経は20か所余りを得たが、源頼朝と対立をするようになると没収された。
江戸時代、4代将軍徳川家綱は「今度万石以上（大名）の面々に領地の御朱印を下付するので、これまでに与えている御朱印を差し出すように」と指示し、寛文4年（1664年）4月5日付で統一的に朱印状（領知目録ぞえ）を下付し、これを「寛文印知」という（集成は『寛文印知集』『続々群書類従』地理部に収められる）。徳川御三家と将軍の弟である徳川綱重（甲府）・徳川綱吉（館林）の5家には領地判物の発給はないが、その他にも伊予国宇和島の伊達宗利と伊達宗純の2家も入っておらず、これは宇和島伊達家と吉田伊達家の間の相続をめぐる内紛が原因と見られ、宇和島側は、「御朱印を一括して下付してほしい」と幕府に申し出、対し、吉田側は、「（かつて宇和島から分派したが）今は自立した藩であるから独自に御朱印をいただきたい」と主張した（前同p.37.）。判断に迷った幕府が吉田藩に独自の朱印状を下付したのは21年後の貞享元年（1684年）9月21日であり、すでに5代将軍徳川綱吉の治世である（前同p.37.）。この内紛は『武家諸法度』第7条に抵触する恐れもあった（前同p.37）。

## 備考
- 中世史家の本郷和人は、『毛利家文書』を調査した結果として、鎌倉終期から室町初期（14世紀）の「首取り注文」のほとんどが「首一つ○○（人名、誰々が取った）」とあり、首2つといった例は稀であったとしている[12]。首級（功績）に対する所領（恩賞）の比較基準としての備考として記す（前述、元寇後は高い功績の者でも田10町とする）。